# Ortsmuseum Weisslingen

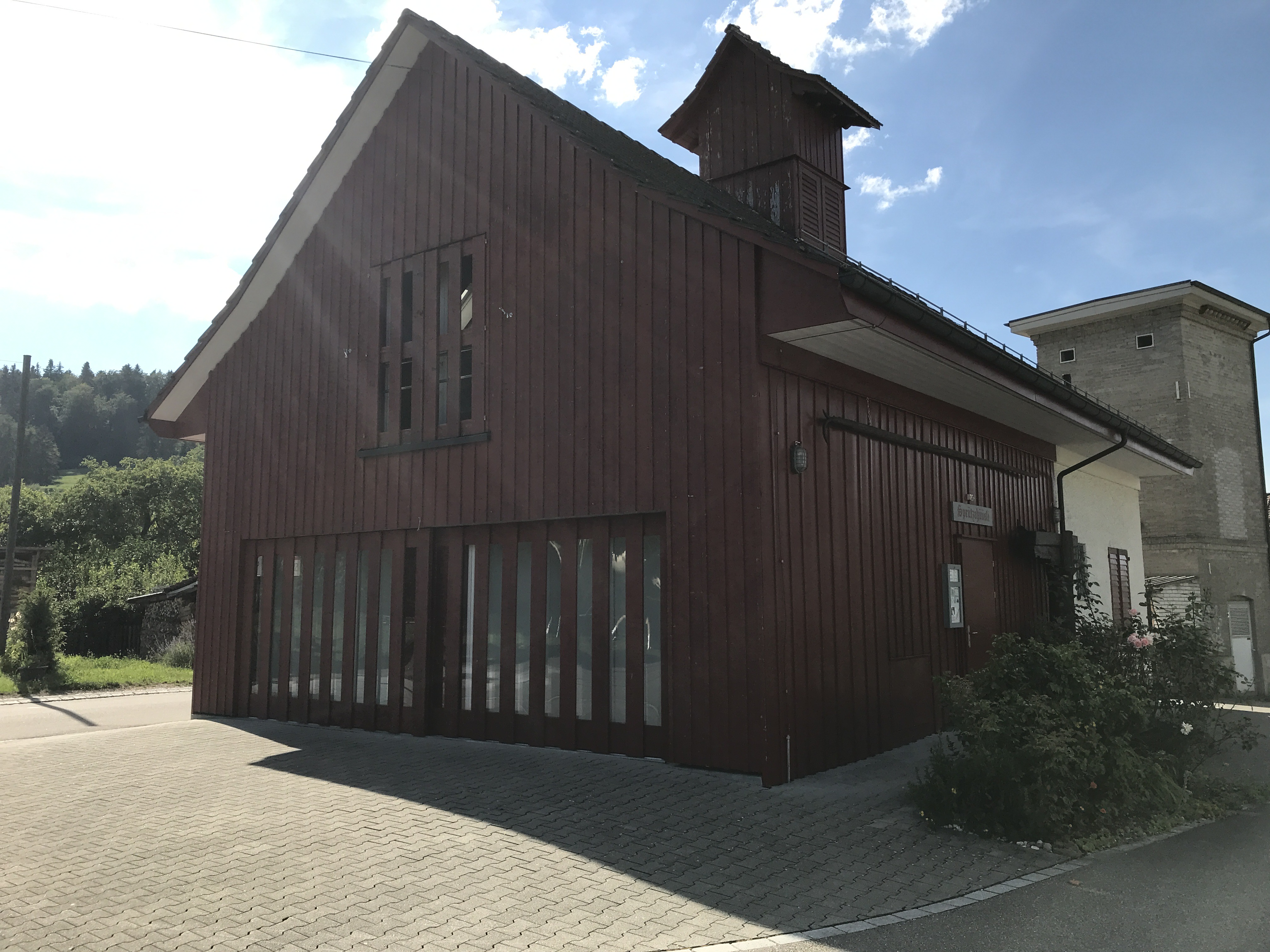
Das Museum befindet sich an der Hintergasse 12

Das Ortsmuseum Weisslingen (zürichdeutsch Wislig) ist eine Zürcher Gedächtnisinstitution mit einem öffentlichen Auftrag zur Sammlung von Kulturerbe. Es widmet sich der Geschichte von Weisslingen im Kanton Zürich und befindet sich seit 1996 im Zentrum des Dorfes im alten Feuerwehrlokal (zürichdeutsch Sprützehüüsli) in einem historischen Gebäude aus dem Jahre 1929. Das Ortsmuseum Weisslingen betreibt das Museum und eine Chronikstube. Die Chronikstube sammelt und archiviert Gegenstände, Objekte und Dokumente, sowie Bücher, DVDs und Videos aus der Geschichte von Weisslingen und seinen Aussenwachten, Lendikon, Dettenried, Theilingen, Neschwil, Segel und Schwendi.

## Sammlung und Ausstellung
Die Sammlung des Museums umfasst die Themenbereiche: Handwerk, Römer und Kelten, Feuerwehr, Beymühle (Beinmühle), Mühle Weisslingen, Burg Weisslingen, Kirche Weisslingen, Schule, Spielzeuge (FREBA AG Weisslingen), Pfarramt, Heimwerk und C.Moos AG Weisslingen. Das Ortsmuseum Weisslingen ist mit dem Ortsmuseum Wila verbunden. Zusammen werden Wanderausstellungen seit 2014 organisiert und durchgeführt. Auch organisierte das Ortsmuseum Weisslingen unter dem Namen Historischer Verein Weisslingen Ortsfeste zum Thema Heuernte (2001) und Holzen (2015).

## Sonderausstellungen
Sonderausstellungen sind Ausstellungen, die nicht zum festen Bestandteil des Ortsmuseums Weisslingen gehören. So organisierte das Ortsmuseum Weisslingen Sonderausstellungen zu diversen Themen wie Fasnacht, Aussenwachten, Spielzeuge, C.Moos AG, Wasserwerke in Weisslingen und Historische Postkarten.

## Publikationen
Regelmässig veröffentlicht das Ortsmuseum Weisslingen unter dem Namen Historischer Verein Weisslingen Publikationen in den Zeitungen, Der Landbote, Der Zürcher Oberländer und im De Wisliger. Diese Publikationen umfassen aktuelle Themen aus der Geschichte.

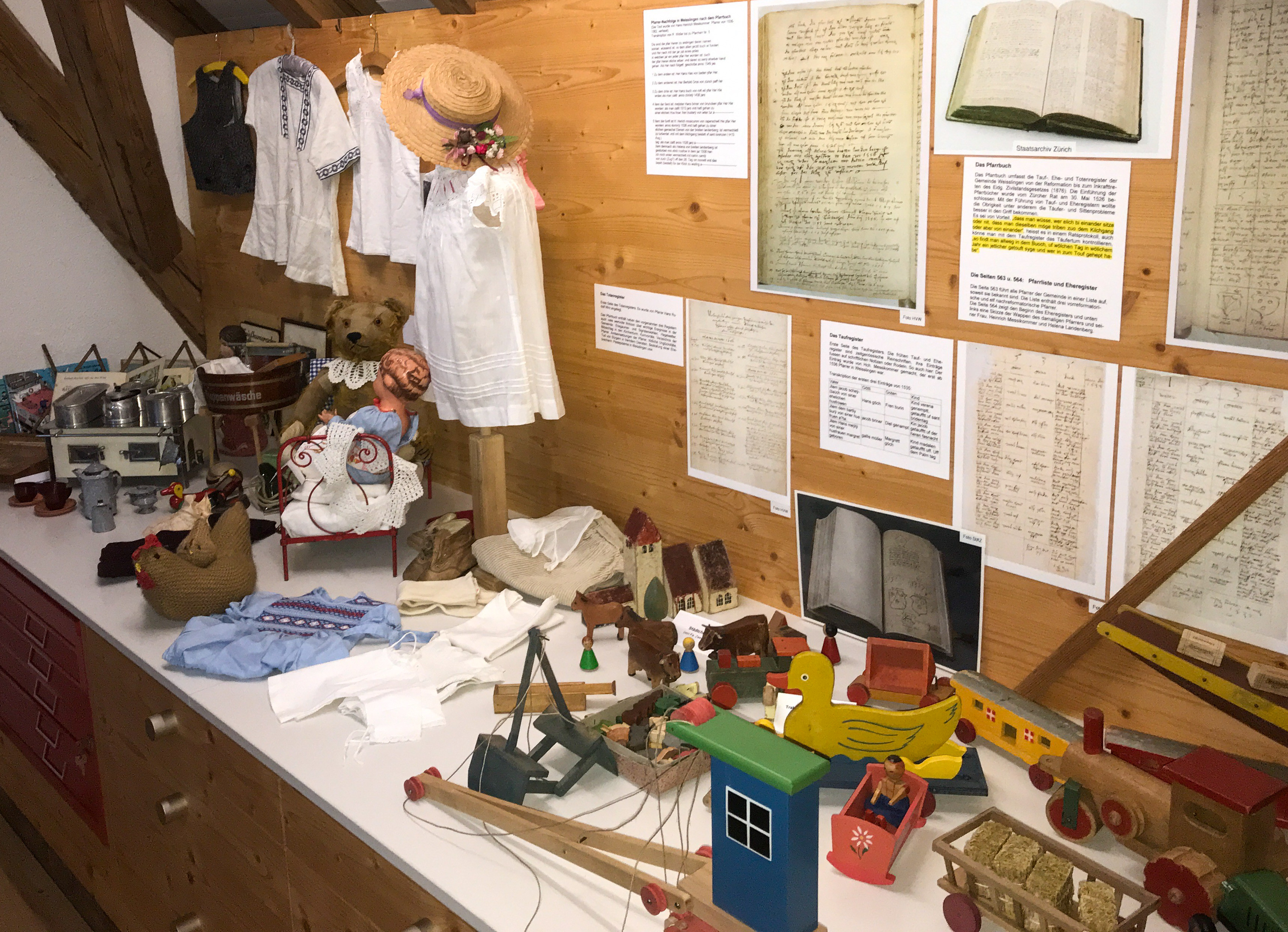
Kinderkleider
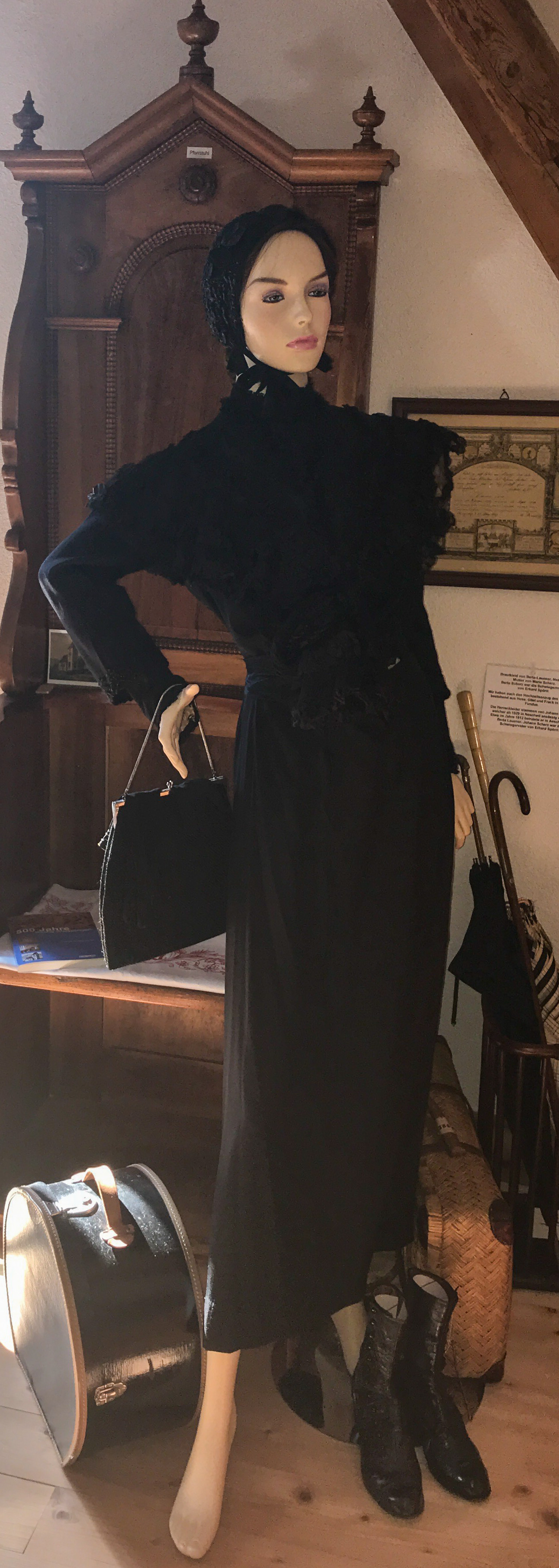
Hochzeitskleid
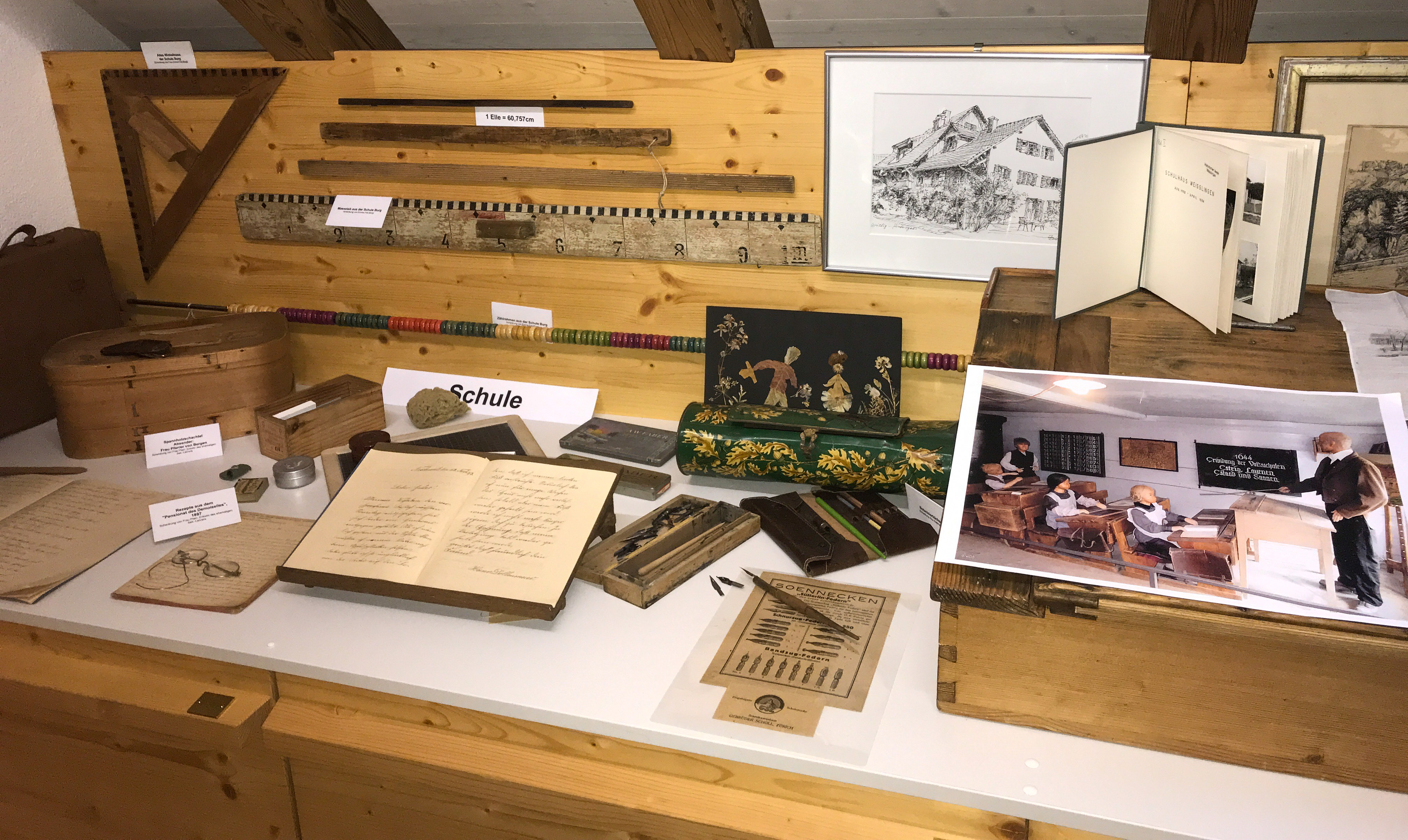
Schulsachen
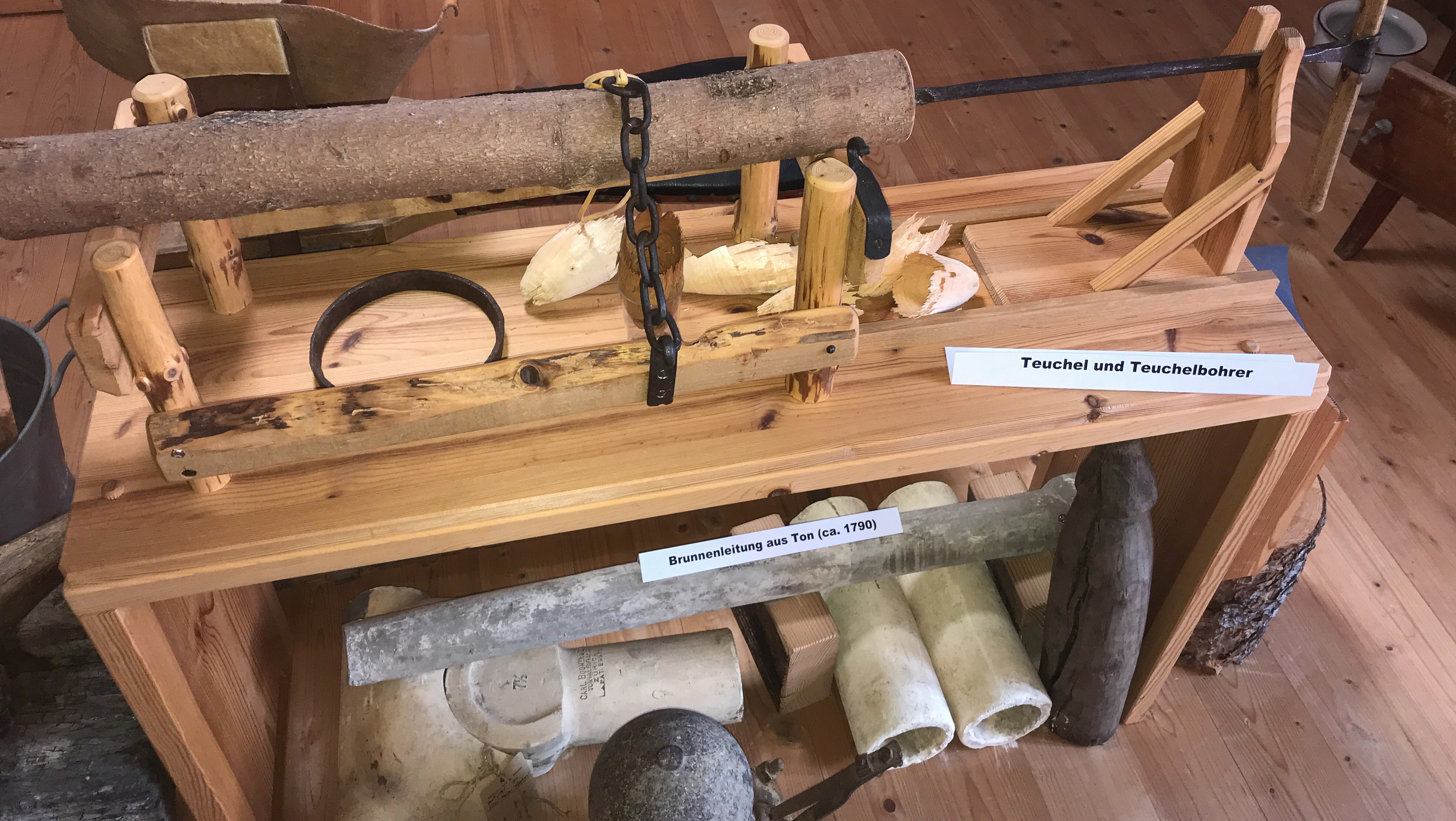
Teuchelleitungen